# Сибиряков, Константин Михайлович
Константи́н Миха́йлович Сибиряко́в (1854, Иркутск — после 1914) — российский золотопромышленник, скульптор, издатель, меценат. Потомственный почётный гражданин. Почётный гражданин города Иркутска. Брат Александра и Иннокентия Сибиряковых.

## Биография
Родился в 1854 году в Иркутске в семье золотопромышленника Михаила Александровича Сибирякова и Варвары Константиновны Трапезниковой, представительницы купеческого рода Трапезниковых. Сибиряковы были одним из самых древних, богатых и влиятельных сибирских родов, владели золотыми приисками, заводами, пароходством и Бодайбинской железной дорогой.
Учился в Императорской Академии художеств у скульптора Н. А. Лаверецкого. Из скульптурных работ К. М. Сибирякова, выполненных в 1890-е годы, на сегодняшний день известен, в первую очередь, бронзовый бюст Н. М. Ядринцева, установленный в 1904 году на могиле общественного деятеля в Барнауле. В Государственном Русском музее хранится скульптурная работа «Портрет неизвестного», в Рязанской картинной галерее — «Женский портрет» (1897). Также К. М. Сибиряков является автором бюста журналиста Елисеева Григория Захаровича (1821—1891) и утраченного портретного барельефа его жены, похороненных на Литераторских мостках Волковского кладбища.

### Коммерческая деятельность
В 1874 году скончался отец Михаил Александрович. Константин получил равные с братьями Александром и Иннокентием доли капитала (875 тысяч рублей), участие в «Ленско-Витимском пароходстве», в золотосодержащих приисках отца, золотопромышленных «Прибрежно-Витимской компании» и «К° промышленности в разных местах Восточной Сибири», одних из крупнейших в системе Лены. В полную собственность братьев переходили все земельные участки, движимое и недвижимое имущество в Иркутске, оставшееся после их родителей. Кроме того, в 1896 году в пользу Константина перешла и доля участия в наследственных предприятиях младшего брата Иннокентия, решившего стать монахом.
В отличие от старшего брата, вкладывающего значительные суммы в развитие речного и морского транспорта, Константин Михайлович попытался реализовать себя как крупный землевладелец. В середине 1870-х гг. он скупает у обедневших самарских помещиков большое количество земли с целью организации технически рационального хозяйства. В частности, ему принадлежали земли в селе Сколково и в селе Алакаевка Самарской губернии в 50 верстах от Самары.
За границей были закуплены усовершенствованные земледельческие орудия, в том числе два паровых плуга, сооружены кирпичные и саманные постройки при хуторах для скота и земледельческих орудий.
М. Н. Чистяков вспоминал:

Замысел грандиозный. Приобрел несколько десятков тысяч десятин земли, воздвиг целый посёлок и несколько отдельных хуторов. Строения все великолепные, всё камень, кирпич и железо. Главный посёлок был целым городом. Одно здание для школы стоило миллион. Земледельческие орудия выписывались все из Англии, стоили они двести тысяч, а может быть, и более. Кругом строились хутора — все здания каменные, железом крытые. Дома для рабочих — удобные, всё на широкую ногу. И всем этим я заведовал. Архитекторы, инженеры, техники все были под моим ведомством.

Новаторские идеи натолкнулись на косность работников. Новая техника была быстро поломана, передовое хозяйство приносило лишь убыток и Сибирякову пришлось отказаться от своей затеи. После же запрета со стороны самарского губернатора А. Д. Свербеева открыть на Константиновском хуторе (в двух верстах от Алакаевки) сельскохозяйственную школу К. М. Сибиряков окончательно распродает принадлежавшие ему земли.
В 1887 году один из участков (83 десятины и мельница) при деревне Алакаевке за 7,5 тысяч рублей приобрела семья Ульяновых, перебравшаяся в Самару из Симбирска вскоре после казни старшего сына Александра. В советское время в усадьбе был создан Дом музей В. И. Ленина.
Не расставаясь с идеей организации сельскохозяйственных предприятий, Сибиряков переключает внимание на земли черноморского побережья, где ему принадлежало имение в 22 верстах от Туапсе, расположенное на самом берегу моря, между речкой Нежданной и Аше. Побывавшая летом 1886 года в имении графиня П. С. Уварова отмечала:

Ещё две версты и мы останавливаемся у пристани роскошной и совершенно крымской (по обстановке и расположению) дачи Сибирякова. Дача эта весьма роскошна, и красиво расположена на высоком горном откосе, имеет значительное хозяйство, множество скота и может быть со временем будет, по желанию хозяина, обращена в сельскохозяйственную школу.
— Уварова П. С.. Кавказ (Абхазия, Аджария, Шавшетия, Посховский участок). Путевые заметки
Плантации имения были заняты пробными посадками клещевины, на опытном поле выращивались кунжутное семя, сахарное сорго, китайская крапива. Имелись плантации хлопка и чая. Кроме того, как сообщала газета «Вестник виноделия», «на Сочинском участке в 1890-х гг. быстро выдвинулись вперёд и заняли одно из видных мест среди вин Черноморского округа вина, производившиеся в имении Сибирякова близ р. Аше. Отличаясь несколько большей крепостью, чем остальные черноморские, в особенности красные, вина эти нашли массу ценителей и постепенно приобрели репутацию прекрасных умеренно-крепких столовых вин».
Однако данное предприятие также оказалось неустойчивым. После смерти дочери Варвары К. М. Сибиряков в 1890-х гг. продает имение промышленнику Виктору Фёдоровичу Голубеву и переезжает в Грузию, покупая дачу в местечке близ Батуми.

### Революционная деятельность
«Идею послужить своими богатствами», разделяемую братьями Сибиряковыми, Константин Михайлович пытался реализовать в поддержке либерального народничества, а позже — в положениях толстовства.
Приехав в Санкт-Петербург молодым человеком, Константин Михайлович окунулся в общественную жизнь столицы, сошёлся с писателями-разночинцами, членами кружков народников. Под их влиянием он выступает инициатором создания в Петербурге народной библиотеки-читальни, в 1878—1881 году финансирует журнал «Слово», издаваемый им совместно с А. А. Жемчужниковым. Помимо легальной деятельности, типография журнала печатала революционные прокламации, в связи с чем Сибиряков впервые попал под надзор полиции.
Переезд в Самарскую губернию был связан не только с земледельческими проектами, но и с планами революционной пропаганды в народе. Уже через некоторое время имения Сибирякова Алакаевка и Сколково начинают привлекать внимание жандармерии.
Среди приказчиков и управляющих самарскими имениями Константина Михайловича значились Константин Иванович Сумкин, принимавший участие в 1874 году в самарском революционном кружке, Александр Константинович Соловьев, совершивший 2 апреля 1879 года неудачное покушение на императора Александра II, Алексей Андреевич Александровский, проходивший по «Процессу 193-х», но оправданный. Сибиряковым оказывалась финансовая помощь «привлекавшимся по государственным преступлениям» Василию Степановичу Минаеву, Николаю Степановичу Долгову, Прокофию Василисковичу Григорьеву.
Во второй половине 1870-х годов в имении Сколково жил писатель Глеб Успенский с женой, которая даже работала учительницей в построенной Сибиряковым начальной школе. Именно здесь Успенский написал рассказ «Три деревни», описав в нём деревни Сколково, Заглядино и Гвардейцы и подлинных жителей этих деревень.
В 1879 году в виду проживания в его имении политически неблагонадёжных лиц Сибиряков, по распоряжению начальника Самарского жандармского управления, подчинён негласному наблюдению.

### Толстовство
Начало 1880-х годов становится для К. М. Сибирякова временем переосмысления своих общественно-политических и мировоззренческих взглядов. Он увлекается учением Льва Толстого и в 1885 году пишет писателю письмо, где предлагает ежемесячно высылать по 100 рублей для распределения их нуждающимся, а также высказывает мысль об издании журнала, «доступного пониманию простолюдина» с целью «поднять нравственный уровень его развития». В ответном письме Л. Н. Толстой писал: «Если вы, как я надеюсь, судя по вашему письму, сойдетесь с нами, то с божьей помощью выйдет хорошее и полезное дело».
В своих письмах Толстой так характеризует Константина Сибирякова:

Он очень хороший человек, мягкий, добрый, истинно тронутый духом Христовым и только одного желающий — послужить своими богатствами для добра людям. Мое мнение, как было, так и есть, что богатством нельзя служить добру. Нужно только освобождаться и помогать другим освобождаться от него; но он в моих глазах не богатый человек, а человек, к[оторому], если я могу и вы можете, мы обязаны помочь братски, если он ищет общения с нами.
— Письмо Л. Н. Толстого В. И. Алексееву. Конец января 1887 года

Он преоригинальный человек; так степенно, не торопясь, но упорно ведет своё дело. На Кавказе у него идет школа, а в Самаре теперь есть пять человек живущих, и, по рассказам, очень хорошо.
— Письмо Л. Н. Толстого В. И. Алексееву. Сентябрь-октябрь 1887 года
Будучи увлечён идеями Толстого, К. М. Сибиряков сближается с тесным кругом сподвижников Льва Николаевича, неоднократно бывает в Ясной Поляне. Оказывает существенную материальную помощь издательству «Посредник», журналу «Русское богатство», нередко финансирует отдельные издания.
В самарском имении Сибирякова в 1886—1889 гг. было создано «интеллигентное» земледельческое поселение, в течение 5 месяцев 1886 г. на землях черноморского побережья, принадлежавших Константину Михайловичу, также существовала толстовская колония, первая на Кавказе. В 1887 г. «Восточное обозрение» сообщало, что благодаря стараниям В. О. Португалова (врач, публицист, неоднократно подвергался арестам за участие в политических кружках) К. М. Сибиряков был готов подарить землю в Закавказье братьям-библейцам.

### Благотворительность
1880-е годы стали пиком общественной и благотворительной деятельности К. М. Сибирякова. Совместно с братьями Александром и Иннокентием и сестрой Анной было учреждено 10 именных стипендий на Бестужевских курсах. Вместе с Анной и Иннокентием за значительные пожертвования этому учебному заведению Константин Сибиряков был избран почётным и пожизненным членом Общества для доставления средств Санкт-Петербургским Высшим женским курсам. Помимо данного общества, Константин Михайлович с братом Иннокентием стояли у истоков созданного в 1890 году в Санкт-Петербурге Общества для вспомоществования нуждающимся переселенцам.
В 1886 году в селе Сколково Самарской губернии была организована Михеевская сельскохозяйственная школа. В сентябре 1888 года по настоянию самарского губернатора А. Д. Свербеева школа была закрыта.
Аналогичную школу Сибиряков открыл и на территории своей кавказской дачи. Желая расширить контингент учащихся и придать учебному заведению более высокий статус, в конце 1880-х гг. К. М. Сибиряков покупает в Туапсе участок земли для строительства на нём Варваринского училища плодоводства и виноградарства.
На средства же Константина Михайловича в 1881—1882 гг. в Туапсе было построено народное училище, неоднократно Сибиряков жертвовал в пользу других учебных заведений южного края.
К началу XX века общественная и благотворительная деятельность Константина Сибирякова постепенно снижается. После смерти дочери Варвары в 1890-е годы он покупает дачу близ Батуми в Кутаисской губернии (в настоящее время дом отдыха «Наринджи» в двух километрах к северу от станции Махинджаури). Сведений о дальнейшей судьбе Константина Михайловича Сибирякова нет.

## Адреса вСамаре
- 1878—1888 — улица Красноармейская, дом 5 — принадлежал Константину Сибирякову и его жене Елизавете Аполлоновне[13].

## Адреса вСанкт-Петербурге
- 1900-е — улица Сергиевская (с 1923 года — улица Чайковского), дом 67

## Семья
- Сибиряков, Михаил Александрович (1815—1874) — отец. Иркутский купец 1-й гильдии, потомственный почётный гражданин, крупный золотопромышленник[14].
- Трапезникова, Варвара Константиновна (1826—1867) — мать.
- Семенова, Елизавета Аполлоновна — супруга. Дочь коллежского секретаря. До замужества работала в Санкт-Петербурге в читальне, открытой К. М. Сибиряковым. Была подчинена негласному наблюдению Самарским жандармским управлением за связи с политически неблагонадёжными лицами[15].
- Сибирякова, Варвара Константиновна — дочь. Умерла ребёнком.
- Сибиряков, Игорь Константинович — сын.
- Сибирякова, Ольга Михайловна (1846—?) — сестра. Вышла замуж за князя В. В. Вяземского, отказавшись от прав на наследство отца[14].
- Сибиряков, Александр Михайлович (1849—1933) — брат. Российский золотопромышленник, исследователь Сибири, меценат.
- Сибирякова, Антонина Михайловна (1857—1878) — сестра. Вышла замуж за флигель-адъютанта Д. П. Кладищева. Скоропостижно скончалась в возрасте 20 лет. В память о сестре А. М. Сибиряковым в 1882 году в Иркутске было открыто бесплатное начальное училище имени Антонины Михайловны Кладищевой[16].
- Сибиряков, Иннокентий Михайлович (1860—1901) — брат. Русский благотворитель и меценат.
- Сибирякова, Анна Михайловна (1862-?) — сестра.